# Korba (district)
Korba is een district van de Indiase staat Chhattisgarh. Het district telt 1.012.121 inwoners (2001) en heeft een oppervlakte van 6615 km².
Balod · Baloda Bazar · Balrampur · Bastar · Bemetara · Bijapur · Bilaspur · Dantewada · Dhamtari · Durg · Gariaband · Gaurela-Pendra-Marwahi · Janjgir-Champa · Jashpur · Kabirdham · Kanker · Kondagaon · Korba · Koriya · Mahasamund · Mungeli · Narayanpur · Raigarh · Raipur · Rajnandgaon · Sukma · Surajpur · Surguja